# Solanum cylindricum
Solanum cylindricum ist eine Art der Gattung Nachtschatten (Solanum) in der Familie der Nachtschattengewächse (Solanaceae), die in Südamerika heimisch ist.
Solanum cylindricum wird dabei der Sektion Cyphomandropsis zugeordnet.

## Beschreibung
Solanum cylindricum ist ein etwa 1 bis 2 m (selten bis 5 m) hoher Strauch. Die Zweige sind unbehaart bis dicht mit unverzweigten oder baumartig verzweigten Trichomen behaart. Die verzweigten Trichome sind oftmals langstielig und mit drei oder mehr endständigen Strahlen versehen. Die sympodialen Einheiten besitzen meist vier oder mehr Laubblätter. Die Blattspreiten sind 3 bis 12,5 cm lang und 0,5 bis 3,5 cm breit. Das Verhältnis von Länge zu Breite liegt zwischen 2:1 und 10:1. Die Blätter sind einfach, elliptisch-eiförmig bis schmal elliptisch oder lanzettlich. Nach vorn sind sie spitz oder zugespitzt, an der Basis keilförmig bis herablaufend. Gelegentlich sind sie an der Basis mit ein bis zwei kleinen Lappen versehen, so dass sie fast speerförmig sind. Die Oberfläche ist papierartig bis fast papierartig, auf der Oberseite unbehaart bis moderat behaart, auf der Unterseite unbehaart bis dicht mit einfachen oder verzweigten Trichomen behaart. Entlang der Ränder und der Adern ist die Behaarung dichter. Die Blattstiele sind 0,3 bis 2,5 cm lang und spärlich bis dicht behaart.
Die Blütenstände sind unverzweigt oder einfach verzweigt und beinhalten eine bis 15 Blüten. Der Blütenstandsstiel ist 0,5 bis 3,5 cm lang, die Blütenstandsachse ist bis zu 3 cm lang. Die Blütenstiele sind 5 bis 15 (selten bis 20) cm lang und sind fast miteinander verwachsen oder stehen etwa 1 bis 15 mm auseinander. An der Basis sind sie verdickt. Der Blütenstand ist unbehaart bis dicht mit unverzweigten, gegabelten oder baumartig verzweigten Trichomen und gelegentlich mit kurzstieligen drüsigen Trichomen besetzt.
Der Kelch ist spärlich bis dicht behaart und misst 2 bis 9 mm im Durchmesser. Er ist mit Kelchzipfeln besetzt, die 1 bis 6 mm lang, 1 bis 2 mm breit werden, eine dreieckige bis schmal dreieckige Form haben und sich oftmals plötzlich zur Spitze hin verschmälern und spitz bis zugespitzt sind. Die Krone ist purpurn oder weiß mit einem helleren oder dunkleren Stern in der Mitte. Sie ist papierartig und sternförmig und misst 8 bis 13 mm im Durchmesser. Die Kronröhre ist 2 bis 3 mm lang. Die Kronlappen sind 5 bis 10 mm lang und an der Basis 2 bis 4 mm breit. Sie sind dreieckig bis schmal dreieckig und nach vorn spitz. Die Außenseite ist spärlich bis dicht mit unverzweigten oder verzweigten Trichomen besetzt, die Innenseite ist bis auf vereinzelte Haare entlang der Mitteladern unbehaart. Die Staubbeutel sind meist zusammengeneigt, gelb, lanzettlich bis schmal langgestreckt geformt und 4 bis 6 mm lang sowie 1,5 bis 2 mm breit. Die Außenseite ist sehr fein und unauffällig mit schuppigen Papillen besetzt. Die Poren sind nach außen gerichtet. Der Fruchtknoten ist unbehaart. Der Griffel ist unbehaart bis moderat behaart, zylindrisch und 5 bis 6 mm lang, sowie 0,5 mm durchmessend. Die Narbe ist abgeschnitten oder fast köpfchenförmig.
Die Früchte sind 1,5 bis 2,5 cm lang und messen 0,8 bis 2 cm im Durchmesser. Sie sind kugelförmig, elliptisch oder eiförmig-birnenförmig und sind an der Spitze stumpf oder spitz. Die Oberfläche ist unbehaart, Steinzellen treten nicht auf. Die Samen sind 2 bis 2,5 cm lang und 2 mm breit, linsenförmig und am Rand flaumartig behaart, ansonsten jedoch unbehaart.

## Vorkommen und Standorte
Die Art kommt im Süden und Südosten Brasiliens sowie Nordosten von Argentinien vor. Insgesamt werden feuchte, tropische Standorte bevorzugt. Auf Lichtungen des Araucaria-Waldes wächst das Nachtschattengewächs in Höhenlagen zwischen 300 und 1000 m.